# Богданова Світлана Володимирівна
Богданова Світлана Володимирівна (3 жовтня 1976) — російська ватерполістка.
Учасниця Олімпійських Ігор 2004 року. Бронзова медалістка Чемпіонату світу з водних видів спорту 2003 року.